# Pantaleone Borzi
Pantaleone Borzi (Trento, 30 ottobre 1697 – Trento, 31 ottobre 1748) è stato un letterato e presbitero italiano.
Pantaleone Lorenzo Antonio Simone Luciano Borzi, allievo di Giovanni Benedetto Gentilotti, studiò a Roma storia ecclesiastica, teologia, greco ed ebraico. Nel 1723 fu ordinato sacerdote e nel 1746 il principe vescovo di Trento gli procurò un canonicato presso la Cattedrale di San Vigilio